# Rolf Zeitler

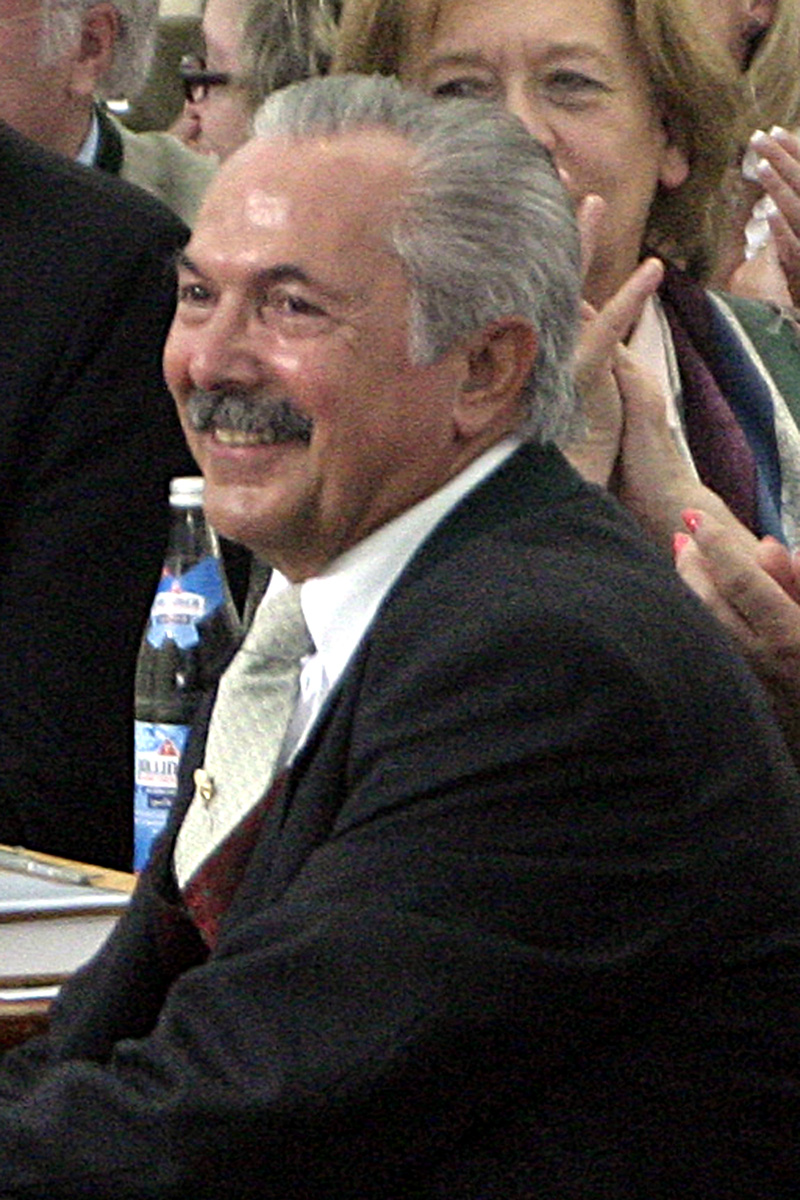
Rolf Zeitler (Juni 2009)

Rolf Zeitler (* 27. Juni 1943 in München; † 21. Januar 2023) war ein deutscher Politiker (CSU). Er war von 1989 bis 2013 Erster Bürgermeister von Unterschleißheim.

## Biographie

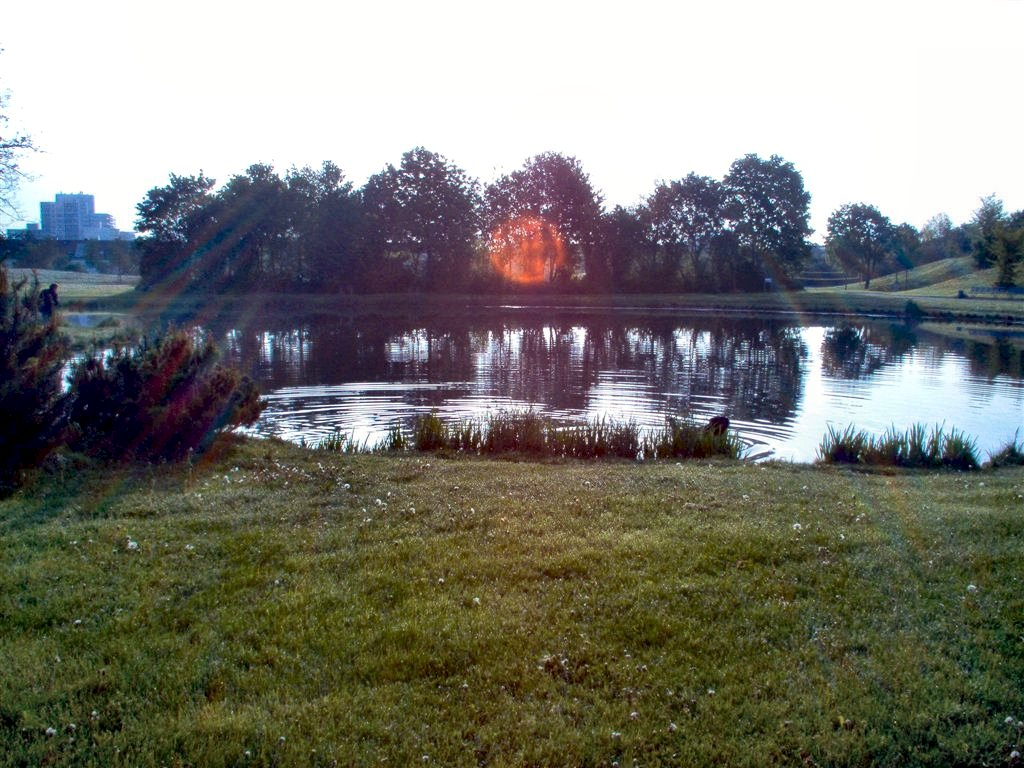
Unterschleißheim, Valentinspark

Zeitler gehörte von 1984 bis 1989 dem Gemeinderat von Unterschleißheim an. Im Jahre 1985 wurde er zum Dritten Bürgermeister der Gemeinde gewählt. Gleichzeitig arbeitete er als Techniker bei der Siemens AG in München. Er schlug 1986 die Errichtung des schließlich im Jahr 2000 eröffneten Valentinsparks vor. Ab dem 7. Mai 1990 war er Mitglied des Kreistags München.
Nach dem Tod des Ersten Bürgermeisters Hans Bayer (SPD) am 20. Februar 1989 gewann Zeitler die nachfolgende Wahl und besetzte das Amt hauptamtlich. Er setzte sich vehement für die Stadterhebung der Gemeinde ein, die schließlich am 16. Dezember 2000 erfolgte. Daneben war er vom 6. Mai 1996 bis zum 30. April 2008 Stellvertreter des Landrats des Landkreises München, Heiner Janik. Zeitler trat zur Bürgermeisterwahl im März 2013 aus Altersgründen nicht mehr an.
Der „Valentinspark“ mit einer Fläche von rund 120 000 m2, der auf Zeitlers Betreiben erst ermöglicht und am 22. Juli 2000 eröffnet worden war, wurde am 11. Januar 2024 in „Rolf-Zeitler-Park“ umbenannt, das zum Gedenken an den ehemaligen Bürgermeister und seine Leistungen.
Zu seinem 70. Geburtstag ehrte ihn der Stadtrat mit dem Titel Altbürgermeister. Am 18. Januar 2014 wurde Zeitler zudem zum Ehrenbürger der Stadt Unterschleißheim ernannt. Er ist die fünfte Person, die entsprechend geehrt wurde.
Rolf Zeitler war verheiratet und Vater eines Sohns. Er starb am 21. Januar 2023 nach schwerer Krankheit.